# Rhynchostele
Rhynchostele é um género botânico pertencente à família das orquídeas (Orchidaceae).